# 桑原家住宅 (大垣市)
桑原家住宅（くわはらけじゅうたく）は岐阜県大垣市上石津町一之瀬にある古民家で、主屋、表門、北倉、西倉ならびに南土蔵が日本国により重要文化財に指定されている。なお、熊本県球磨郡錦町にも同名の重要文化財に指定された桑原家住宅がある。
桑原家はもと伊勢国阿下喜城にあったが、天文14年（1545年）に当地に移り織田信長や豊臣秀吉、尾張藩の家臣として仕えた名家である。当初は現在地からみて右上手に建てられていたが、享保18年（1733年）に火災で焼失したため、現在地に再建されたのが現在の建物であると考えられている。
主屋の桁行は29.1m、梁間13.8mで元は茅葺きの平屋建てであった。天保年間の改築を経たのち、明治元年（1868年）に中2階、桟瓦葺きに改めている。切妻造り段違いで、寛政2年の旧天井竿縁、古図5枚ならびに普請文書6冊が残されている。
表門は桁行16.3m、梁間4.7mで入母屋造り、茅葺きの長屋門である。普請文書6冊が伝わる。米蔵は桁行9.1m、梁間8.3m、北倉は桁行9.1m、梁間8.3mの大きさで嘉永年間の鬼瓦と普請文書1枚があり、西倉は桁行6.0m、梁間4.2mで普請文書が2冊伝わる。南土蔵は桁行9.2m、梁間4.7mとなっている。平屋建ての米蔵を除いていずれも2階建ての土蔵造りである。
なお、敷地内にあるサンシュユは指定時に樹齢200年とされた老木で、岐阜県により天然記念物に指定されている。